# Santa Ana Chiautempan
Santa Ana Chiautempan – miasto w Meksyku, w stanie Tlaxcala. Jego nazwa pochodzi z języka náhuatl od słów chiatl, temp, pan które tłumaczy się na hiszpański jako en la orilla de la ciéneg oznaczające "miejsce na brzegu bagien". Miasto leży w odległości około 12 km na wschód stolicy stanu miasta Tlaxcala oraz około 30 km na północny zachód od wulkanu La Malinche.
Miasto Santa Ana Chiautempan jest siedzibą władz gminy Chiautempan – jednej z 60 gmin w tym stanie.
Ze względu na wysokie położenie miasta klimat jest umiarkowany, nie ma upałów, a średnia temperatura maksymalna wynosi 24,5 °C, podczas gdy średnia minimalna 7,3 °C. Ze względu na przewagę wiatrów z północnych i północno-wschodnich jest to rejon bardzo suchy i opady przypadające na miesiące maj-wrzesień wynoszą rocznie tylko od 6,3 mm do 165,0 mm.

## Miasta partnerskie
- Nampo